# John-Paul Himka
John-Paul Himka (ukr. Іван-Павло Химка, Iwan-Pawło Chymka, ur. 18 maja 1949 w Detroit) – kanadyjski historyk ukraińskiego pochodzenia, emerytowany profesor Uniwersytetu Alberty. Jego badania skupiają się na historii Ukrainy, II wojny światowej, Holokauście, historii najnowszej świata ostatnich 10 lat oraz ikonografii Kościołów wschodnich.

## Życiorys
John-Paul Himka wzrastał w środowisku ukraińskiej emigracji w USA. Jako dziecko wcześnie stracił matkę i był wychowywany głównie przez babkę pochodzącą ze Lwowa. W młodości zamierzał zostać greckokatolickim księdzem; w tym celu wstąpił do seminarium duchownego w Stamford. Po 5 latach nauki pod wpływem hippisowskiej atmosfery lat 60. wystąpił z seminarium i rozpoczął studia na Uniwersytecie Michigan (greka bizantyjska, historia Bałkanów), gdzie trafił pod opiekę Romana Szporluka. W tamtym czasie brał udział w demonstracjach przeciwko wojnie, dyskryminacji rasowej i kapitalizmowi, był na festiwalu w Woodstock. Studia ukończył w 1971 roku.
Lata 1974–1976 spędził podróżując po Europie Środkowo-Wschodniej. Przez rok mieszkał w Krakowie, pół roku w Leningradzie, odwiedził także Kijów i Lwów. Marksistowskie poglądy, które wówczas wyznawał, zwróciły jego zainteresowania naukowe ku tradycjom ukraińskiego ruchu socjalistycznego w XIX wieku. Stopień doktora historii uzyskał w 1977 roku. W tym samym roku przeniósł się z USA do Kanady, by podjąć pracę na Uniwersytecie Alberty. Blisko współpracował i przyjaźnił się tam z Iwanem Łysiakiem-Rudnyckim, którego po jego śmierci zastąpił na stanowisku.
Brał aktywny udział w życiu ukraińskiej diaspory w Kanadzie, m.in. pracując przy wydawaniu czasopisma Diialoh, które było przemycane do USRR. W latach 80. XX wieku, zainspirowany wymianą poglądów z Januszem Radziejowskim, zaczął badania nad kwestią zbrodni ukraińskich nacjonalistów na Żydach. Pod wpływem poczynionych odkryć zmienił swoje stanowisko wobec OUN i UPA na krytyczne. Przeciwstawiał się polityce historycznej prowadzonej przez Wiktora Juszczenkę.
W 2014 roku przeszedł na emeryturę.
Żonaty z Chrystią Chomiak. Jego teść Mychajło Chomiak był w czasie wojny redaktorem naczelnym Krakiwśkich Wisti.

## Publikacje
Monografie
- Socialism in Galicia: The Emergence of Polish Social Democracy and Ukrainian Radicalism (1860-1890), Cambridge 1983.
- Galician Villagers and the Ukrainian National Movement in the Nineteenth Century; Edmonton, Londyn, Nowy Jork 1988.
- Religion and Nationality in Western Ukraine: The Greek Catholic Church and the Ruthenian National Movement in Galicia, 1867-1900; Montreal, Kingston, Londyn: Ithaca 1999.
- Last Judgment Iconography in the Carpathians, Toronto 2009
- Ukrainian Nationalists and the Holocaust: OUN and UPA’s Participation in the Destruction of Ukrainian Jewry, 1941-1944, Hanower 2021[13]

Inne książki
- Rethinking Ukrainian History, Ivan L. Rudnytsky (red.), John-Paul Himka (asystent redaktora), The Canadian Institute of Ukrainian Studies, 1981.
- Roman Rosdolsky, Engels and the „Nonhistoric” Peoples: The National Question in the Revolution of 1848 (redakcja, tłumaczenie i wstęp John-Paul Himka), Glasgow, Critique Books, 1986.
- Galicia and Bukovina: A Research Handbook about Western Ukraine, Late 19th and 20th Centuries. Historic Sites Service, Occasional Paper, 20. [Edmonton]: Alberta Culture and Multiculturalism, Historic Resources Division, 1990.
- German-Ukrainian Relations in Historical Perspective, John-Paul Himka, Hans-Joachim Torke (red.). Edmonton, Toronto: Canadian Institute of Ukrainian Studies Press, 1994.
- Cultures and Nations of Central and Eastern Europe: Essays in Honor of Roman Szporluk, Zvi Gitelman, Lubomyr Hajda, John-Paul Himka, Roman Solchanyk (red.), Cambridge 2000; (równolegle opublikowana jako Harvard Ukrainian Studies 22 [1998].)
- Letters from Heaven: Popular Religion in Russia and Ukraine, John-Paul Himka, Andriy Zayarnyuk (red.), Toronto: University of Toronto Press, 2006.

W języku polskim
- Metropolita Szeptycki wobec zagadnień reformy wyborczej, 1905-1914, [w:] Metropolita Andrzej Szeptycki [1865-1944]. Studia i materiały, pod red. Andrzeja Aleksandra Zięby, Kraków 1994.